# 이익 (회계)
회계에서의 이익은 수익에서 비용을 뺀 것이다. 수익이 비용보다 작아서 이익이 음(-)의 값을 가진다면 손실이라고 한다. 이익과 손실을 한번에 일컬을 때 손익이라 하기도 한다.
손익계산서의 경우 몇 가지 단계로 나눠 이익을 계산한다.

## 이익의 종류
- 매출총이익: 매출액에서 매출원가를 뺀 것이다. 기업이 제공하는 상품과 서비스의 기본적인 수익성을 나타낸다.
- 영업이익: EBIT(Earning before interest and taxes)라고도 하며, 매출총이익에서 판매관리비를 뺀 것이다. 기업이 경영하는 주된 사업의 수익성을 나타낸다. 계속영업이익과 중단영업이익으로 나누어진다.
  - 계속영업이익: 계속기업 가정에 따라 앞으로도 지속하여 영업을 이어나갈 사업부문에서 발생한 이익을 말한다.
  - 중단영업이익: IFRS 5 '매각예정비유동자산과 중단영업' 기준서에 따라 처분할 예정인 사업부문에서 발생한 이익을 말한다.
- 당기순이익: 손익계산서의 결론이며, 영업이익에서 영업외수익을 더하고 영업외비용을 뺀 것이다. 기업이 제대로 경영되고 있는지 판단할 때 가장 먼저 살펴보는 지표다.
  - 영업외수익: 기업의 주된 사업에 해당하지 않는 부분에서 발생한 수익을 말한다. 이자수익을 예로 들면, 일반적인 제조업을 영위하는 기업이라면 영업외수익이지만, 금융업을 영위하는 기업이라면 영업수익(매출)의 일부다.
  - 영업외비용: 기업의 주된 사업에 해당하지 않는 부분에서 발생한 비용을 말한다. 이자비용은 이자수익과 달리 업종구분에 상관없이 일반적으로 영업외비용으로 분류된다.
- 기타포괄이익: 기업의 자본이 늘어나는 사건 중 손익거래와 자본거래를 제외한 사건에서 발생한 이익이다. 자산을 재평가하여 발생하는 이익이 대표적이다.
- 총포괄이익: 포괄이익이라고도 한다. 당기순이익과 기타포괄이익을 더한 것이다.

- 유보이익: 회계상 기타자본요소와 이익잉여금을 합한 금액을 유보이익이라고 하는데, 이는 기업이 영업활동에 의해 획득한 이익 중 사내에 유보된 금액을 의미한다.[1]

## 현금흐름과의 차이
보통 손익은 현금흐름을 의미하는 것으로 많이 쓰인다. 그러나 두 개념은 서로 구분된다. 그 이유는 아래와 같다.
1. 현금흐름은 현금주의를 따르지만, 손익은 발생주의를 따른다.
2. 손익이 발생했음에도 현금흐름이 따라오지 않는 사건들도 있다.(감가상각, 재해손실, 자산재평가 등)

## 같이 보기
- 수익
- 비용
- 손실
- 원가
- 자본
- 자산
- 부채
- 이익